# قرار مجلس الأمن التابع للأمم المتحدة رقم 1315
قرار مجلس الأمن التابع للأمم المتحدة رقم 1315، المتخذ بالإجماع في 14 آب / أغسطس 2000، بعد الإعراب عن القلق إزاء الجرائم الخطيرة المرتكبة في سيراليون، أعرب المجلس عن عزمه إنشاء المحكمة الخاصة لسيراليون للتعامل مع انتهاكات حقوق الإنسان والقانون الدولي والحرب جرائم في البلاد.

## القرار

### أعمال
طلب القرار من الأمين العام كوفي أنان التفاوض على اتفاقية مع الحكومة في سيراليون لإنشاء محكمة خاصة مستقلة. يجب أن تشمل الولاية القضائية للمحكمة الجرائم ضد الإنسانية وجرائم الحرب وغيرها من انتهاكات القانون الإنساني الدولي وقانون سيراليون. وتم التأكيد على حيادية واستقلالية العملية.
وطُلب من الأمين العام تقديم تقرير عن تنفيذ القرار الحالي في غضون 30 يومًا. وطُلب منه في تقريره أن يتناول اختصاصها الزمني، وإجراءات الاستئناف، والجدوى، وخيار تقاسم دائرة الاستئناف في المحكمتين الجنائيتين الدوليتين ليوغوسلافيا السابقة ورواندا. علاوة على ذلك، طُلب منه أيضًا تقديم توصيات بشأن:
(أ) الاتفاقات الإضافية الضرورية؛
(ب) المشاركة الضرورية من جانب الدول الأعضاء، وبلدان الجماعة الاقتصادية لدول غرب أفريقيا، وبعثة الأمم المتحدة في سيراليون من أجل عمل المحكمة بشكل فعال ومستقل ونزيه؛
(ج) المساهمات المالية الضرورية؛
(د) الخبرة والمشورة من المحكمتين الجنائيتين الدوليتين ليوغوسلافيا السابقة ورواندا.

## روابط خارجية
- نص القرار في undocs.org